# Nemoraea japonica
Nemoraea japonica är en tvåvingeart som först beskrevs av Baranov 1935.  Nemoraea japonica ingår i släktet Nemoraea och familjen parasitflugor. Inga underarter finns listade i Catalogue of Life.